# Rabab (prénom)
Pour les articles homonymes, voir Rabâb.
Rabab, Rabbab, Rababe ou Rabeb (en arabe : رباب, Rabāb) est un prénom féminin arabe et maghrébin signifiant « nuage bicolore passant du blanc au noir »,.
Ce prénom pourrait aussi être associé au rabâb (ربابة, rabáb) qui correspond à deux grandes familles d'instruments à cordes répandues au Moyen-Orient, au Maghreb, en Indonésie et en Malaisie,.

## Rabab comme prénom
Rabab est un prénom porté par :
- Rabab Arafi
- Rabab Ashour
- Rabab Cheddar
- Rabab Ouhadi
- Rabab al-Kazimi